# Aldehuela de Ágreda
Aldehuela de Ágreda es una localidad española del municipio de Ágreda, perteneciente a la provincia de Soria, en la comunidad autónoma de Castilla y León. Pertenece a la diócesis de Osma, de la archidiócesis de Burgos.

## Geografía
Pueblo de la comarca del Moncayo y del partido judicial de Soria.
Se encuentra en las faldas del Moncayo, a 6 km de Ágreda. Hay rutas y senderos desde Aldehuela para subir al Moncayo, pasando por un gran hayedo.

## Historia
A mediados del siglo XIX, la aldea, ya por entonces perteneciente a Ágreda, tenía contabilizada una población de 176 habitantes. Aparece descrita en el primer volumen del Diccionario geográfico-estadístico-histórico de España y sus posesiones de Ultramar de Pascual Madoz de la siguiente manera:

ALDEHUELA DE AGREDA ó DEL MQNCAYO: ald. y barrio de Agreda en la prov. de Sória (7 leg.), aud. terr. y c. g. de Búrgos (26 1/2), dióe. de Tarazona (4), part jud. de Agreda (1 1/2): sit. en las faldas del Moncayo; la dominan libremente los vientos que contribuyen poderosamente á que su clima sea sano, aunque bastante frio. Tiene pocas casas, todas ellas de mala construccion y muy bajas, y una igl. parr. dedicada á S. Lorenzo, en la que no hay particularidad digna de notarse. Está rodeada de ricas aguas, que descienden del Moncayo, las que son tan frescas, que en el verano parecen heladas; despues de haber dado movimiento a un molino harinero desaparecen á poca dist. de éste. Confina el térm. por la parte de N. con el de Agreda, por NE. con el de Vozmediano, por SE. con el Moncayo, y por el O. con el de Fuentes. El terreno es bastante feraz, pero los hab. poco inclinados á la agricultura, prefieren la vida pastoril, que ejercen emigrando en los inviernos á Estremadura. Prod.: poco trigo y de no muy buena calidad, avena, cebada, buenos garbanzos y alubias; mucha bellota y chordones, (especie de fresa silvestre muy atemperante). Pobl.: 43 vec., 176 alm.: cap. imp.: 13,050 rs. 16 mrs.
(Madoz, 1845, p. 513)

## Demografía
| Gráfica de evolución demográfica de Aldehuela de Ágreda entre 1842 y 1960 |
| |
| Población de derecho según los censos de población del INE Población de hecho según los censos de población del INEEntre el censo de 1970 y el anterior, este municipio desaparece porque se integra en el municipio 42004 (Ágreda) |